# Tennistoernooi van Hamburg 2001
|                                         |  |                                      |
| Venus Williams, winnares bij de vrouwen |  | Albert Portas, winnaar bij de mannen |

Het tennistoernooi van Hamburg van 2001 werd tussen 1 en 20 mei 2001 gespeeld op de gravelbanen van tennispark Am Rothenbaum in de Duitse stad Hamburg. De officiële naam van het toernooi bij de vrouwen was Betty Barclay Cup. Bij de mannen stond het toernooi bekend als Tennis Masters Hamburg.
Het toernooi bestond uit twee delen:
- WTA-toernooi van Hamburg 2001, het toernooi voor de vrouwen (1–6 mei)
- ATP-toernooi van Hamburg 2001, het toernooi voor de mannen (14–20 mei)

ATP-toernooi van Hamburg – WTA-toernooi van Hamburg

2001 · 2002 · 2003–2020 · 2021 · 2022 · 2023 · 2024